# جيوفري جنكينز
جيوفري جنكينز (بالإنجليزية: Geoffrey Jenkins)‏ هو صحفي وكاتب جنوب أفريقي، ولد في 16 يونيو 1920 في بورت إليزابيث في جنوب أفريقيا، وتوفي في 7 نوفمبر 2001 في ديربان في جنوب أفريقيا.

## وصلات خارجية
- الموقع الرسمي
- جيوفري جنكينز على موقع IMDb (الإنجليزية)